# Arctosa kiangsiensis
Arctosa kiangsiensis este o specie de păianjeni din genul Arctosa, familia Lycosidae. A fost descrisă pentru prima dată de Schenkel, 1963. Conform Catalogue of Life specia Arctosa kiangsiensis nu are subspecii cunoscute.